# Épiphénomène
 (janvier 2022).
Si vous disposez d'ouvrages ou d'articles de référence ou si vous connaissez des sites web de qualité traitant du thème abordé ici, merci de compléter l'article en donnant les références utiles à sa vérifiabilité et en les liant à la section « Notes et références ».
Un épiphénomène (du grec ancien επι, epi, sur) est un effet qui découle d'un phénomène (événement observable, fait) parent sans exercer d'influence en retour sur lui. Autrement dit, c'est une manifestation secondaire, une conséquence, un aspect ou une apparence particulière d'un phénomène premier sous-jacent, et non un autre phénomène indépendant capable d'exercer une rétroaction sur le phénomène premier dont il est simplement un reflet ou la conséquence. En matière de causalité, le terme épiphénomène est en principe utilisé pour désigner une conséquence secondaire, et non une cause première, d'où l'hypothèse implicitement admise, mais pas forcément toujours vérifiée, d'absence supposée de rétroaction. 
Par extension, et c'est une tendance récente, le terme épiphénomène est également employé de plus en plus fréquemment dans la langue courante pour parler d'un phénomène d'importance moindre ou de rôle secondaire en comparaison d'un autre phénomène plus important ou majeur.

## Définition
(janvier 2022).
- Si vous ne connaissez pas le sujet, laissez ce bandeau (vous pouvez alors contacter les auteurs).
- Si vous supprimez le contenu mis en cause (vous pouvez préalablement contacter les auteurs),

argumentez précisément cette suppression dans la page de discussion
(un manque de référence n'est pas un argument ; une recherche réelle de référence doit avoir été effectuée, être formellement documentée).
On qualifie d'épiphénomène un phénomène dont on suppose ne percevoir qu'une petite partie de ce qui est à l'œuvre réellement. Un épiphénomène est donc la manifestation de mécanismes dont on ne connaît qu'une partie ou que l'on ne connaît pas encore. D'où le fait que l'épiphénomène soit usuellement considéré comme mineur et sans importance. 
Cette notion d'épiphénomène est fondamentale en science et dans toute constitution du savoir : l'observation du monde donne une quantité très importante d'épiphénomènes qui sont autant de sujets d'investigations pour les chercheurs (au sens large du terme). L'activité de recherche vise à produire des explications cohérentes et valides des épiphénomènes. 
Sur ce plan, il faut faire la distinction entre deux modes de fonctionnement pour la production des explications :
- Le mode dit scientifique (ou plus généralement réaliste) qui produit du savoir (scienza : origine commune des mots science et savoir). Ce mode explicatif des phénomènes et épiphénomènes propose des hypothèses pour les mécanismes et mène des expériences et des observations afin de vérifier la pertinence des hypothèses explicatives proposées. Il s'agit de vérifier si les explications des épiphénomènes sont valides ou si elles sont fausses, et dans ce cas de corriger les hypothèses pour s'approcher de la validité. Cette conscience scientifique est souvent désignée par le terme probité. Les explications proposées sont souvent désignées par le terme théorie (par exemple : théorie de la gravitation, théorie de la cognition, etc. ).
- Le mode dit idéaliste qui produit des explications sans se soucier de proposer des vérifications. Les explications proposées sont souvent désignées par le terme théorie (par exemple : théorie de la résurrection).

## Exemples
- Le nombre maximum d'usagers simultanés d'un système informatique est un épiphénomène de ce système (qui dépend de la taille mémoire disponible, de la rapidité du CPU et de la liaison informatique...).
- La chute des corps ou la déviation de la lumière par la masse sont des épiphénomènes de la gravitation.
- Le temps pourrait être un épiphénomène des lois de la physique.

### Mauvais exemples
- Les émotions ont une influence directe sur l'organisme, via les systèmes nerveux et endocriniens (boucles de rétroaction physiologique), elles ne sont donc pas des épiphénomènes du fonctionnement de l'organisme.
- Les rêves, plus particulièrement les cauchemars, peuvent interrompre et écourter le sommeil, ils ne sont donc pas un épiphénomène du sommeil.

## Déformation
Le terme d'épiphénomène est souvent utilisé, à tort, comme synonyme de "phénomène sans importance / accessoire" ou même de "mode passagère". Le sens est proche de "phénomène secondaire", d'où le glissement sémantique, mais un phénomène secondaire n'est pas nécessairement sans importance ou passager, comme le montrent certains des exemples ci-dessus.